# Stanisław Buchowski
Stanisław Buchowski (ur. w 1957 w Sejnach, zm. w 2012 tamże) – polski historyk, nauczyciel, działacz społeczny.

## Życiorys
Dzieciństwo spędził w rodzinnej wsi Gawieniańce, której tradycyjna architektura niewątpliwie rozpaliła zamiłowanie do lokalnej tradycji. 
Studia humanistyczne ukończył w roku 1980 w Filii Uniwersytetu Warszawskiego w Białymstoku. Po ukończeniu studiów wrócił do Sejn, gdzie rozpoczął pracę nauczyciela w Szkole Podstawowej nr 2 im. majora Henryka Dobrzańskiego „Hubala”, której w latach 1992–1997 był dyrektorem. 
Od 1999 r. uczył historii i wiedzy o społeczeństwie w Gimnazjum Nr 1 im Jana Pawła II w Sejnach, gdzie realizował wiele projektów edukacyjnych, stąd odszedł na emeryturę ze względu na pogarszający się stan zdrowia. 
W 1999 r. działał w Obywatelskim Stowarzyszeniu Budowy Pomnika Powstania Sejneńskiego i Czynu Niepodległościowego Ziemi Sejneńskiej, opracował Kalendarium Powstania Sejneńskiego i współuczestniczył przy odsłonięciu Pomnika Powstania Sejneńskiego w 80. rocznicę, w 1999 r. Jest autorem dwóch książek dotyczących najważniejszego wydarzenia w historii Sejn – Powstania Sejneńskiego. 
Był radnym Rady Miasta I kadencji, szczególnie zainteresowanym sprawami oświaty i sportu. Był członkiem Rady Nadzorczej Spółdzielni Mieszkaniowej w Sejnach. Działał w Sejneńskim Klubie Sportowym „Pomorzanka”, gdyż uważał, że poprzez sport najskuteczniej wychowuje się młodzież. Był przewodniczącym Sejneńskiego Towarzystwa Opieki nad Zabytkami, do końca piastował funkcję honorowego prezesa tej organizacji. Współuczestniczył w powstaniu Muzeum Ziemi Sejneńskiej i pracował nad udostępnieniem Klasztoru Dominikańskiego turystom. W 2009 roku otrzymał Srebrny Krzyż Zasługi.

## Wybrane publikacje
- Ziemia Sejneńsko-Suwalska 1918–1920, Sejny 2004.
- Konflikt polsko-litewski o Ziemię Sejneńsko-Suwalską w latach 1918–1920, Sejny 2009.
- Ochotnicza Straż Pożarna w Sejnach: monografia: 125 lat [współautorstwo z Aleksandrem Krachało], Sejny 2000.
- Rady miejskie w Sejnach w XX wieku, „Almanach Sejneński” Nr 5, 2012.
- Piotr Jasionowski, „Almanach Sejneński” Nr 1,2003.
- Z dziejów szkolnictwa sejneńskiego (do 1918 roku), „Almanach Sejneński” Nr 2, 2004.
- Duszpasterz, nauczyciel i społecznik – arcybiskup Romuald Jałbrzykowski, „Almanach Sejneński” Nr 2, 2004.
- Szkolnictwo sejneńskie w czasach II Rzeczpospolitej, “Almanach Sejneński” Nr 3, 2006.
- Wacław Zawadzki, „Almanach Sejneński” Nr 4, 2008.
- Ziemia Sejneńska przed przybyciem dominikanów w XIV–XVI wieku. Referat sesji naukowej Augustowsko-Suwalskiego Towarzystwa Naukowego, 25.05.2002 Sejny.

O książce Stanisława Buchowskiego

Niewątpliwie książka jest ważna również z tego względu, że niemal w pełni odzwierciedla aktualny stan badań nad historią polityczną Suwalszczyzny, czy – jak kto woli – ziemi augustowskiej, sejneńskiej oraz suwalskiej z lat 1918–1920 na poziomie regionalnym. Stanowi więc, szczególnie dla miejscowych, choć nie tylko, historyków i osób zainteresowanych przeszłością lekturę bardzo ważną, a dla tych, którzy zechcą kontynuować badania nad powyższą tematyką, będzie lekturą obowiązkową, bardzo pomocną przy wytyczaniu ich zakresu i kierunków.

Tadeusz Radziwonowicz